# Kool & the Gang
Kool & the Gang je americká crossover skupina, která míchala R&B s disco, jazzem, funkem i soulem.
Skupina byla založena v roce 1964 ve státě New Jersey, městě Jersey City.
Do skupiny patří James „J.T.“ Taylor (vokalista), Robert „Kool“ Bell (basista), Ronald Bell (tenor saxofonista), George „Funky“ Brown (perkuse), Robert Mickens (trubka), Dennis Thomas (alt. saxofonista) a v neposlední řadě i Rick Westfield (klávesy).
Kapela debutovala longplay albem z roku 1969 pod názvem Kool and the Gang. Nejúspěšnější písně kapely jsou „Celebration“ (1980), „Ladies Night“ (1979), „Get Down on It“ (1982), „Joanna“ (1984), „Fresh“ (1985) a „Cherish“ (1985).

## Diskografie
- Kool and the Gang (1969)
- Live at PJ's (1971)
- Live at the Sex Machine (1971)
- Music is the Message (1972)
- Good Times (1973)
- Wild and Peaceful (1973)
- Light of Worlds (1974)
- Spirit of the Boogie (1975)
- Open Sesame (1976)
- Love & Understanding (1976)
- Behind the Eyes (1976)
- The Force (1977)
- Ladies' Night (1979)
- Celebrate! (1980)
- Something Special (1981)
- As One (1982)
- In the Heart (1983)
- Emergency (1984)
- Forever (1987)
- Sweat (1989)
- Unite (1993)
- State of Affairs (1996)
- Gangland (2001)
- Still Kool (2007)